# Podnoszenie ciężarów na Letnich Igrzyskach Olimpijskich 1960 – waga lekkociężka mężczyzn
Rywalizacja w wadze do 82,5 kg mężczyzn w podnoszeniu ciężarów na Letnich Igrzyskach Olimpijskich 1960 odbyła się 9 września 1960 roku w hali Palazzetto dello Sport. W rywalizacji wystartowało 24 zawodników z 22 krajów. Tytułu sprzed czterech lat nie obronił Tommy Kono z USA, który tym razem startował w innej kategorii wagowej. Nowym mistrzem olimpijskim został Ireneusz Paliński z Polski, srebrny medal zdobył Jim George z USA, a trzecie miejsce zajął kolejny Polak - Jan Bochenek.

## Wyniki
| Pozycja | Zawodnik                | Reprezentacja                 | Waga | Wyciskanie | Wyciskanie | Wyciskanie | Rwanie | Rwanie | Rwanie | Podrzut | Podrzut | Podrzut | Wynik |
| Pozycja | Zawodnik                | Reprezentacja                 | Waga | 1          | 2          | 3          | 1      | 2      | 3      | 1       | 2       | 3       | Wynik |
| ------- | ----------------------- | ----------------------------- | ---- | ---------- | ---------- | ---------- | ------ | ------ | ------ | ------- | ------- | ------- | ----- |
| 1. !    | Ireneusz Paliński       | Polska                        | 82,5 | 125,0      | 130,0      | 132,5      | 125,0  | 130,0  | 132,5  | 175,0   | 180,0   | 180,0   | 442,5 |
| 2. !    | Jim George              | Stany Zjednoczone             | 82,2 | 127,5      | 132,5      | 132,5      | 127,5  | 127,5  | 132,5  | 165,0   | 165,0   | 172,5   | 430,0 |
| 3. !    | Jan Bochenek            | Polska                        | 81,9 | 125,0      | 130,0      | 130,0      | 115,0  | 120,0  | 122,5  | 162,5   | 167,5   | 170,0   | 420,0 |
| 4       | Géza Tóth               | Węgry                         | 80,8 | 120,0      | 125,0      | 130,0      | 125,0  | 125,0  | 130,0  | 162,5   | 162,5   | 167,5   | 417,5 |
| 5       | Jouni Kailajärvi        | Finlandia                     | 81,9 | 122,5      | 127,5      | 130,0      | 122,5  | 122,5  | 125,0  | 162,5   | 162,5   | 165,0   | 417,5 |
| 6       | Petyr Taczew            | Bułgaria                      | 82,4 | 120,0      | 125,0      | 130,0      | 120,0  | 125,0  | 125,0  | 155,0   | 160,0   | 165,0   | 415,0 |
| 7       | Minoru Kubota           | Japonia                       | 82,2 | 120,0      | 125,0      | 127,5      | 115,0  | 120,0  | 120,0  | 150,0   | 155,0   | 160,0   | 400,0 |
| 8       | Willy Claes             | Belgia                        | 81,6 | 112,5      | 120,0      | 125,0      | 112,5  | 120,0  | 120,0  | 150,0   | 155,0   | 155,0   | 392,5 |
| 9       | Szakir Salman           | Irak                          | 81,9 | 110,0      | 115,0      | 117,5      | 115,0  | 120,0  | 122,5  | 150,0   | 155,0   | 155,0   | 390,0 |
| 10      | Amiri Mangaszti         | Iran                          | 82,4 | 120,0      | 120,0      | 125,0      | 115,0  | 120,0  | 120,0  | 150,0   | 155,0   | 155,0   | 390,0 |
| 11      | Fernando Torres         | Portoryko                     | 82,5 | 120,0      | 125,0      | 125,0      | 112,5  | 117,5  | 120,0  | 152,5   | 157,5   | 157,5   | 390,0 |
| 11      | Jean Debuf              | Francja                       | 82,5 | 110,0      | 115,0      | 117,5      | 110,0  | 117,5  | 120,0  | 150,0   | 155,0   | 160,0   | 390,0 |
| 11      | Rolf Sennewald          | Niemcy                        | 82,5 | 112,5      | 117,5      | 117,5      | 112,5  | 117,5  | 120,0  | 147,5   | 152,5   | 157,5   | 390,0 |
| 14      | Mike Lipari             | Kanada                        | 82,1 | 117,5      | 122,5      | 122,5      | 110,0  | 115,0  | 115,0  | 147,5   | 155,0   | 160,0   | 387,5 |
| 15      | Phil Caira              | Wielka Brytania               | 81,7 | 125,0      | 130,0      | 130,0      | 110,0  | 115,0  | 120,0  | 140,0   | 145,0   | 145,0   | 385,0 |
| 16      | Sven Borrman            | Szwecja                       | 82,1 | 115,0      | 120,0      | 125,0      | 115,0  | 120,0  | 120,0  | 145,0   | 150,0   | 155,0   | 385,0 |
| 17      | Jakowos Psaltis         | Grecja                        | 82,5 | 115,0      | 120,0      | 120,0      | 115,0  | 120,0  | 122,5  | 145,0   | 150,0   | 160,0   | 385,0 |
| 18      | Kuan King Lam           | Federacja Malajska            | 81,9 | 112,5      | 120,0      | 120,0      | 110,0  | 115,0  | 115,0  | 142,5   | 150,0   | 150,0   | 370,0 |
| 19      | Roland Fidel            | Szwajcaria                    | 82,1 | 110,0      | 115,0      | 115,0      | 105,0  | 105,0  | 110,0  | 135,0   | 140,0   | 145,0   | 365,0 |
| 20      | Abdel Kader Ben Kamel   | Maroko                        | 81,5 | 100,0      | 105,0      | 105,0      | 95,0   | 100,0  | 102,5  | 125,0   | 130,0   | 135,0   | 337,5 |
| 21      | Jesús Rodríguez         | Hiszpania                     | 82,1 | 100,0      | 100,0      | 105,0      | 95,0   | 100,0  | 100,0  | 130,0   | 130,0   | 130,0   | 325,0 |
| -       | Mohamed Ali Abdel Kerim | Zjednoczona Republika Arabska | 82,4 | 120,0      | 125,0      | 127,5      | 117,5  | 122,5  | 127,5  | 157,5   | 162,5   | 167,5   | 250,0 |
| -       | Sylvanus Blackman       | Wielka Brytania               | 80,3 | 115,0      | 120,0      | 120,0      | -      | -      | -      | -       | -       | -       | 115,0 |
| -       | Enrique Guittens        | Wenezuela                     | 82,2 | 120,0      | 120,0      | 120,0      | -      | -      | -      | -       | -       | -       | 0,0   |